# Henry Nicholas Ridley
Henry Nicholas Ridley (1855, West Harling, Norfolk - 1956, Kew) fue un botánico inglés.

## Biografía
Obtiene su Bachelor of Arts en Oxford. Trabajó como asistente del Departamento de Botánica de 1880 a 1888 del British Museum.
Participó de una expedición científica de Fernando de Noronha en 1887.
Dirigió el jardín botánico de Singapur de 1888 a 1911. Contribuyó a introducir el cultivo del látex caucho en Malasia y se interesó particularmente por las relaciones entre animales y vegetales.

## Algunas publicaciones
- Revision of the Genera Microstylis and Malaxis, 1887, p. 357.

- Botanical papers, Singapore: Royal Asiatic Society, Straits Branch, 1 de 19 de 1889.

- Report on the destruction of coco-nut palms by beetles, Singapore: the Government Printing Office, 1889.

- «Malay plant names», The Journal of the Straits Branch of the Royal Asiatic Society (Royal Asiatic Society) 30, julio de 1897: 32–120 [S.l.].

- «The Flora of Singapore», Royal Asiatic Society J. 1900 33, 1900: 170.

- New Malay Orchids, 1903, p. 17.

- Materials for a flora of the Malayan Peninsula, Singapur: the Methodist Pub. House, 1907.

- The Scitamineae of the Philippine Islands, Manila: Bureau of Printing, 1909, p. 84.

- Spices, Londres: Macmillan, 1912, p. 449.

- The story of the rubber industry, with an appendix by L. Lewton-Brain, showing the growth of the rubber industry in Malaya from 1905 to 1912, Londres: Waterlow, 1913, p. 31.

- Flora of the Malay Peninsula, Vols 1-5, Londres: L. Reeve & co., 1922-25.

- The ferns of the Malay peninsula, The Branch, 1926, p. 121.

- The Dispersal of Plants Throughout the World, Ashford, Kent: L. Reeve & Co, 1930.

## Honores
- 1950: recibe la medalla linneana

### Membresías
- de la Sociedad linneana de Londres en 1881
- de la Royal Society en 1907

#### Epónimos
Géneros
- Rudolf Schlechter (1872-1925) le dedica en 1913 el género botánico Ridleyella de la familia de las Orchidaceae

- Carl Ernst Otto Kuntze (1843-1907) en 1891 el género Ridleyinda de la familia de las Sapotaceae

- × Ridleyara Hort.[1] de la familia de las Orchidaceae

Especies
- (Acanthaceae) Endopogon ridleyi C.B.Clarke[2]
- (Acanthaceae) Hymenochlaena ridleyi (C.B.Clarke) Bremek.[3]
- (Actinidiaceae) Saurauia ridleyi Merr.[4]
- (Alismataceae) Echinodorus ridleyi Steenis[5]
- (Amaryllidaceae) Nerine ridleyi E.Phillips[6]

- La abreviatura «Ridl.» se emplea para indicar a Henry Nicholas Ridley como autoridad en la descripción y clasificación científica de los vegetales.[7]

## Fuente
- Ray Desmond (1994). Dictionary of British and Irish Botanists and Horticulturists includins Plant Collectors, Flower Painters and Garden Designers. Taylor & Francis & The Natural History Museum (Londres)